# Susanne Blakeslee
Susanne Blakeslee, all'anagrafe Susan Ann Blakeslee (Los Angeles, 27 gennaio 1956), è una doppiatrice statunitense.

## Filmografia parziale

### Doppiatrice

#### Animazione
- La leggenda di Tarzan - serie TV, 7 episodi (2001)
- House of Mouse - Il Topoclub - serie TV, 8 episodi (2001-2002)
- Topolino & i cattivi Disney (2002)
- Cenerentola II - Quando i sogni diventano realtà (2002)
- La carica dei 101 II - Macchia, un eroe a Londra (2003)
- Ned - Scuola di sopravvivenza - serie TV, 1 episodio (2005)
- Cenerentola - Il gioco del destino (2007)
- Shrek terzo (2007)
- Disney Princess: Le magiche fiabe - Insegui i tuoi sogni (2007)
- I pinguini di Madagascar - serie TV, 1 episodio (2010)
- Winx Club: Enchantix - serie TV, 4 episodi (2011)
- Winx Club: Beyond Believix - serie TV, 6 episodi (2012-2013)
- Winx Club - serie TV, 2 episodi (2013)
- Due Fantagenitori! - Esprimi un desiderio, serie TV (2024)

#### Videogiochi
- Kingdom Hearts (2002)
- Kingdom Hearts II (2005)
- BioShock (2007)
- BioShock 2 (2010)
- Kingdom Hearts Birth by Sleep (2010)
- Kingdom Hearts 3D: Dream Drop Distance (2012)
- Kingdom Hearts HD 1.5 ReMIX (2013)
- Kingdom Hearts HD 2.5 ReMIX (2014)
- Kingdom Hearts HD 2.8 Final Chapter Prologue (2017)
- Kingdom Hearts III (2018)